# SONS
Sons so slovenska pop rock skupina iz Portoroža, ki je nastala leta 2001. Njeni člani so pevec in basist Iztok Gustinčič, bobnar Marko Žigon, kitarist Klemen Domjo in Gregor Vlačič na klaviaturah. 

## Zgodovina

### Začetki
Vse se je začelo nekje v sredini poletja 1997, ko se je Marko slučajno spoznal z Iztokom na portoroški plaži. Ker je Marko že imel električno kitaro, je povabil Iztoka k skupnemu sodelovanju in tako se je vse začelo... Iztok si je kupil bas kitaro, takoj za tem so sledile skupne vaje pri Marku doma. Čez dobra dva meseca sta se Iztok in Marko vpisala na tečaj rock kitare in basa pod mentorstvom obalne rockovske kitarske legende Staneta Bakana. 
Sledila je ustanovitev skupine Iguano in seveda ustvarjanje lastne avtorske glasbe... Že po dobrem mesecu ju je Stane povabil, naj se mu pridružita kot predskupina na enem izmed njegovih nastopov v koprskem Pubu 111. 4.12.1997.je bil njun krstni dan glasbene poti, za to priložnost sta si »sposodila« bobnarja, saj ga do takrat še nista našla. Sledile so razne bobnarske »avdicije«, vendar brez pretirane sreče. Kasneje se jima je za krajši čas pridružil na bobnih pridružil še tretji član - Marko Butinar, s katerim so skupaj nastopali po okoliških lokalih. Maja 1998 so nastopili na Dnevu mladosti, februarja '99 na Kulturnem dnevu v Avditoriju Portorož.
Čez čas se jima je pridružil Marko Škrobar, ki je tako postal novi kitarist skupine, predvsem zaradi njegove zagnanosti in zanimanja do igranja. Marko Žigon pa je na pobudo Iztoka sklenil, da se bo na bobnih preizkusil sam. Po nekaj uspešnih nastopih sta si Marko in Iztok zaželela, da bi se skupina zvokovno okrepila s klaviaturistom. Konec julija 2001 sta na novo avdicijo prispela v »paketni ponudbi« klaviaturist Gregor Vlačić in kitarist Klemen Domjo. 31.07 je tako sledilo rojstvo nove skupine »Sons«.

### Prvi večji nastopi
Poleti 2002 se je pojavil prvi večji uspeh skupine, doseženo 6. mesto na FENS-u (Festivalu Nova Scena) s pesmijo »Nikoli ni zaman«. Septembra je skupino zapustil Marko Škrobar, a kljub začetnemu iskanju nadomestnega člana, so se fantje odločili, da bodo ostali v štiričlanski zasedbi. Decembra je sledilo še eno priznanje, po mnenju strokovne žirije in poslušalcev Radia Val so bili Sons izbrani za »Obalno rock odkritje leta 2002«.
Med manjšimi nastopi in intenzivnimi vajami, so se maja 2003 fantje tudi uspeli prebiti do četrtega mesta na svetovnem festivalu neuveljavljenih rock skupin, »Emergenza Rock Festival«, ki je potekal v italijanskem Pordenonu. Še bolj uspešno pa je bilo sodelovanje na natečaju »Primorske zvezde«, ki ga je organiziral časopis Primorske Novice – doseženo prvo mesto po mnenju bralcev in strokovne žirije, ki so jo sestavljali Jan Plestenjak, Sašo Fajon in Barbara Verdnik, nastop na velikem koncertu Jana Plestenjaka, kjer se je zbralo približno 3500 ljudi ter možnost snemanja prvih treh pesmi v profesionalnem studiu, kar je bila tudi popotnica za nastanek prvega albuma skupine. Septembra 2003 so se fantje prijavili na razpis RTV Slovenija, ki je imel namen spodbujanja ustvarjalnosti mladih glasbenikov; omogočeno je bilo snemanje dveh pesmi v koprskem studiu Hendrix, od katerih je ena našla mesto tudi na istoimenskem prvencu skupine. Naslednja prelomnica je bilo sodelovanje januarja 2004 na velikem koncertu, medijskem dogodku Tinkare Kovač z naslovom »O-range Jam« v portoroškem Avditoriju, kjer je med drugim sodelovalo 32 flavtistk. Maja je bil posnet prvi videospot za pesem »Ne bom se vdal«, ki je dočakal premiero na zadnjih Videospotnicah decembra istega leta. Istočasno je nastajal prvi album skupine, v iskanju praznih terminov raznih studijev, spoznavanju postopka snemanja pesmi v studiu, ter piljenju pesmi, ki so postopoma spreminjale obliko od vadnice pri Marku doma pa do končnega izdelka.
Maja 2005, skoraj dve leti po prvih posnetkih, je debitantski album skupine, izdan v samozaložbi, končno ugledal luč sveta. Sledila sta promocijska koncerta v Orto baru v Ljubljani in v Planet Pubu v domačem Portorožu. Ravno tako maja je bil tudi posnet videospot za drugi single »Kruh in plošče«. Poleti je izšla remiksana različica singla »Ne bom se vdal«, ki jo je »zagrešil« DJ Lovro v sodelovanju s Tomyjem DeClerquem, in postala »Hit poletja« na obalnem radiu Capris; ker je bila ta različica še bolj uspešna kot izvirnik, je to fante prepričalo v ponovno uporabo takega načina promocije svoje glasbe. Istega leta je pesem »Kar še bo« postala »Pesem in pol« na radiu Koper, jeseni pa so s pesmijo »Zeleno« sodelovali na »Hitu jeseni« radia Capris. Med raznimi koncerti in nastopi leta 2005, so bili zagotovo med pomembnejšimi dobrodelni koncert v portoroškem Avditoriju, ki je zagotovil izgradnjo novega doma za odvisnike, dobrodelni koncert na Titovem trgu v Kopru proti mučenju živali ter predstavitev na medijskem dogodku Miss Alpe Adria 2005. Decembra 2005 je tudi izšla angleška različica debitantskega albuma.
Prvi pomembnejši dogodek leta 2006 je bila uvrstitev angleške verzije singla »Ne bom se vdal« (»When I wake«) na lestvico italijanskega spletnega programa RAI Futura; marca je sledil nastop na Mortadeljadi 2006 v športni dvorani Kodeljevo v Ljubljani; ravno tako marca je bil posnet videospot za tretji single »Zeleno« in junija so nastopili na velikem koncertu radia Capris. Še pomembnejši pa je bil nastop na Melodijah morja in sonca, kjer so bili sprejeti med 111 prijavljenimi izvajalci v polfinale s pesmijo »Shiora«. Pesem je postala »Hit poletja« na radiu Capris, še večji uspeh pa je požela v remiksani različici dr. Silvanota in v uvrstitvi na plesno kompilacijo »Beli album« (DeeJay Time), ki je redno eden najbolje prodajanih albumov v Sloveniji. Septembra so fantje nastopili na dobrodelnem koncertu za preprečevanje samomorov in decembra se predstavili v oddaji »Spet doma« s pesmijo »Božično darilo«, ki so jo izvajali v duetu z Žano in z zborčkom izolske osnovne šole Livade; na dan Božiča pa so nastopili na velikem Božičnem rock koncertu v Postojni. Medtem so fantje še posneli pesem »Pozabljene strasti«, ki se je, vnovično v remiksu dr. Silvanota, pojavila na novi kompilaciji »Belega albuma«, poleti 2007 pa drugič sodelovali na Melodijah morja in sonca, kjer so se tokrat prebili do finala s pesmijo »Vse kar imam«. Pesem je dosegla prvo mesto po mnenju strokovne žirije, v skupnem seštevku pa sedmo mesto. Avgusta je sledil nastop na Miss Alpe Adria 2007, konec avgusta pa nastop na »Pesmi poletja« TV Paprike v grosupeljskem Kongu.

### Danes
Trenutno pa fantje snemajo drugi album, ki bo, ravno tako kot prvenec, nastajal v duhu preproste ljubezni do glasbe.

## Zasedba
- Gašper Gustinčič - vokal
- Marko Žigon - bobni, producent, vodja skupine
- Klemen Domjo - kitara
- Gregor Vlačič - klaviature
- Peter Terčič - bas kitara

## Diskografija
- Sons (2005)
- Barve (2009)

## Singli
- Ne bom se vdal (2004)
- Kruh in plošče (2004)
- Zeleno (2005)
- Shiora (2006)
- Pozabljene strasti (2006)
- Vse kar imam (2007)
- Aspirin (2008)
- Mostovi (2008)